# ولولاج
الشقيقتان ولولاج (بالإنجليزية: Walwalag Sisters)‏ شقيقتان في الأساطير الأسترالية التهمتهما أفعی قوس قزح، ثم تقيأتهما بعد ذلك. كانت قصتهما تترد بأشكال مختلفة في طقوس القبائل الاسترالية.